# Rae River
Der Rae River ist ein 216 km langer Zufluss des Coronation-Golfs im Territorium Nunavut im äußersten Norden Kanadas.

## Verlauf
Das Quellgebiet des Rae River liegt in den Melville Hills östlich des Bluenose Lake. Laut topographischen Karten bildet ein kleiner namenloser 560 m hoch gelegener See 20 km östlich vom nördlichen Seeende des Bluenose Lake gelegen den Ursprung des Rae River. Der Rae River durchquert eine Tundralandschaft nördlich des Polarkreises. Er fließt anfangs 70 Kilometer annähernd geradlinig in südsüdöstlicher Richtung. Anschließend biegt er scharf nach Osten ab und nimmt kurz darauf zwei größere namenlose Nebenflüsse rechtsseitig auf. Der Rae River behält seinen Kurs bis zu seiner Mündung in die Richardson Bay, einer Bucht des Coronation-Golfs, bei. Die Mündung des Rae River befindet sich etwa 30 km westlich von Kugluktuk. Der kleinere Richardson River fließt auf einer Strecke von etwa 100 Kilometern etwa 15 km südlich des Rae River annähernd parallel und mündet schließlich wenige Meter südlich vom Rae River ins Meer. 

## Namensgebung
Der Rae River wurde zu Ehren des schottischen Polarforschers John Rae benannt.